# سیاه‌تاغ
سیاه‌تاغ (Haloxylon ammodendron) (به انگلیسی: black saxaul یا sacsaoul) درختچه‌ای است که به خانواده تاج‌خروسیان تعلق دارد. در کشورهای عربی به درخت الغضا یا رمث اسود مشهور است.
شاخه‌های فراوانی دارد و به ارتفاع یک تا متر است و اغلب کروی‌شکل و با پوست خاکستری مایل به سفید است. برگ‌ها نامشخص (نامحسوس) است و گل‌ها منفرد در محور برگه‌های فلسی‌شکل روی شاخه‌های کوتاهی که سرانجام به شاخه‌های رویشی شکننده تبدیل می‌شود قرار دارند. برگک‌ها تخم‌مرغی-پهن و خشن با لبه غشایی‌اند.
سیاه‌تاغ در ایران اغلب در نواحی بیابانی از جمله در استان‌های یزد، سمنان، خراسان، سیستان و بلوچستان، کرمان و هرمزگان، شمال فارغان زمین می‌روید و در جهان در غرب افغانستان، ترکمنستان، آرال و خزر، آمودریا، سرزمین‌های پست آسیای مرکزی، چین (مغولستان، سین کیانگ، کانسو) می‌روید.

## مزایا و فواید
در بسیاری از کشورها برای احیای مراتع و جنگل کاری جاده‌های بیابانی و همچنین در ساخت مبلمان، کاغذ و رنگ استفاده می‌شود. چوب آن به دلیل سختی، منبع انرژی خوبی به عنوان هیزم و ذغال است و احتراق آن باعث گرمای زیاد و دوره سوختن طولانی می‌شود.
برگهای آن غذای مناسبی برای بسیاری از حیوانات بیابانی مانند شتر، بز، اویکس عربی و غیره است.
در تثبیت تپه‌های ماسه ای و جلوگیری از فرسایش خاک نقش اساسی و مهمی دارد. به عنوان بادشکن عمل می‌کند و در برابر برخورد ذرات ماسه و تجمع آنها روی شاخه‌هایش مقاومت خوبی دارد.
در خاک و تپه‌های شنی ثابت و متحرک در بیابان‌های خشک می‌روید که میانگین بارندگی در آن سالانه کمتر از ۵۰ میلی‌متر است. معمولاً خاک‌های شنی را ترجیح می‌دهد و تحمل آن نسبت به سطوح مختلف pH خاک خوب است.
شوری و خشکی را تحمل می‌کند و با ریشه‌های بلند و قوی که تا ده‌ها متر امتداد دارند تا به آب برسند مشخص می‌شود.
در جمع‌آوری مواد معدنی، مواد مغذی، آب و بذر گیاهان یکساله اطراف خود و حفظ آنها از محیط خشن مجاور مؤثر است.
علاوه بر این، یک پناهگاه امن برای بسیاری از گونه‌های گیاهی و جانوری است و به حفظ تنوع زیستی کمک می‌کند.